# Solothurn S18/100

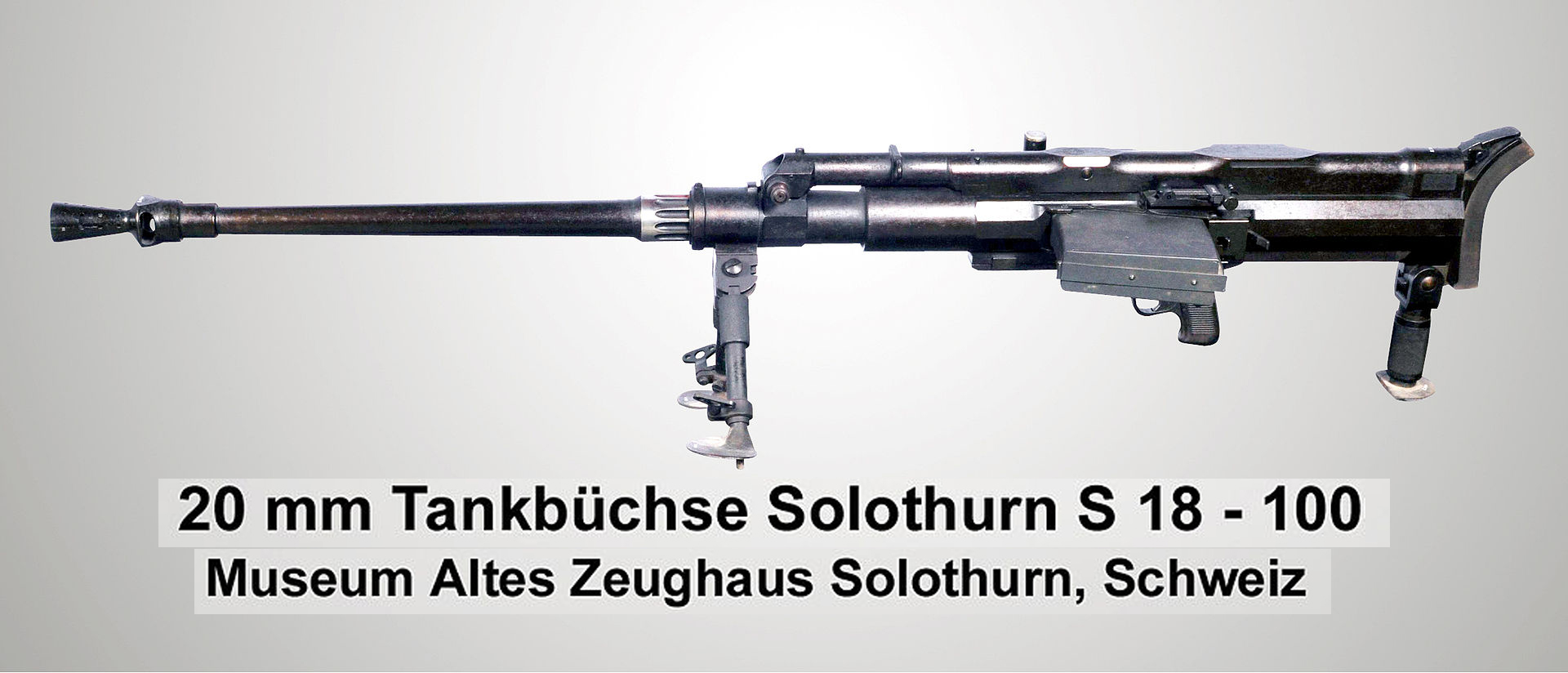
20-mm-Tankbüchse Solothurn S18-100

Die Solothurn S18-100 ist eine schwere Panzerbüchse, die vor dem Zweiten Weltkrieg in Deutschland entwickelt wurde.

## Geschichte
Die Grundlage der Entwicklung der S18-100 war die gegen Ende des Ersten Weltkriegs vom Rheinmetall-Direktor Heinrich Ehrhardt entwickelte 20-mm-Maschinenkanone. Diese Waffe war ein luftgekühlter Rückstoßlader, dessen Verschluss von Louis Stange entwickelt worden war. Sie „gilt als Grundlage für alle…in Deutschland entwickelten Maschinenkanonen.“ Diese und andere Konstruktionsunterlagen wurden von Rheinmetall in die Niederlande gebracht, um sie den Siegermächten zu entziehen.
Gegen Ende der 1920er-Jahre entwickelten Fritz Herlach und Theodor Rakula bei Rheinmetall diese Maschinenkanone zur Panzerbüchse weiter.
Rheinmetall übernahm 1929 die Aktienmehrheit der Waffenwerke in Solothurn und ließ dann dort und später in Österreich bei Steyr Rüstungsgüter fertigen, was in Deutschland durch die Auflagen des Versailler Vertrages nicht möglich war.

## Technik
Die Waffe ist ein aufschießender Rückstoßlader, bei dem Lauf und Verschluss durch eine Hülse mit einem unterbrochenen Gewinde verbunden sind. Beim Schuss läuft das System zurück, die Hülse wird gedreht und gibt damit den Verschluss frei. Dieser läuft weiter zurück, wird von der Schließfeder gebremst, nach vorn geschoben und lädt eine neue Patrone aus dem links angebrachten Magazin nach, die Waffe ist wieder schussbereit. 10-Schuss-Magazine sollen in der Praxis zur Vermeidung von Ladehemmungen nur mit 8 Patronen geladen worden sein. Der Verschlussfang hielt den Verschluss nach dem Verschießen der letzten Patrone offen, bis ein neues Magazin eingesetzt wurde.
Gespannt wurde mit einem übersetzten Spannhebel an der rechten Gehäuseseite, was den Kraftaufwand verringerte. Zur Minderung des Rückstoßes können unterschiedliche Mündungsbremsen montiert werden; zusätzlich war die Schulterstütze gepolstert. Der Rückstoß beim Abfeuern blieb gleichwohl enorm, selbst im Vergleich zu anderen ballistischen Panzerbüchsen. Die Waffe verfügt über ein vor dem Verschlussgehäuse angebrachtes höhenverstellbares Zweibein sowie einen ebenfalls höhenverstellbaren Erdsporn an der Schulterstütze.
Das Kurvenvisier war bis 1500 m Entfernung einstellbar und hatte Vorhaltemarken für bewegliche Ziele. Es konnte bei Bedarf gegen ein Zielfernrohr getauscht werden. Die Mündungsgeschwindigkeit betrug 600 m/s.

## Weiterentwicklungen

### S 18-1000
Die S18-100 entsprach nicht den in sie gesetzten Erwartungen und wurde zur S18-1000 weiterentwickelt, wobei zwar das Grundprinzip der Konstruktion beibehalten, diese aber stark verändert wurde. Der Verschluss wurde umkonstruiert, wodurch er auch weniger schmutzempfindlich wurde, der Lauf um 400 mm verlängert sowie stärkere Munition verwendet, wodurch die Mündungsgeschwindigkeit um etwa 250 m/s auf 850 bis 900 m/s stieg. Gespannt wird nunmehr mit einer rechts am Verschlussgehäuse angebrachten Kurbel, die den Verschluss über eine Kette nach hinten zieht. Zum Spannen mussten 3½ Umdrehungen gemacht werden. Als Visier diente standardmäßig ein 2,75-fach vergrößerndes Zielfernrohr.
Das Gewicht machte zwei Soldaten zum Transport erforderlich, eine leichte Radlafette stand optional zur Verfügung. Wurde die Waffe ab Lafette geschossen, so konnte diese mit zwei Spreizen abgestützt werden, um den Rückstoß aufzufangen.

## Einsatz

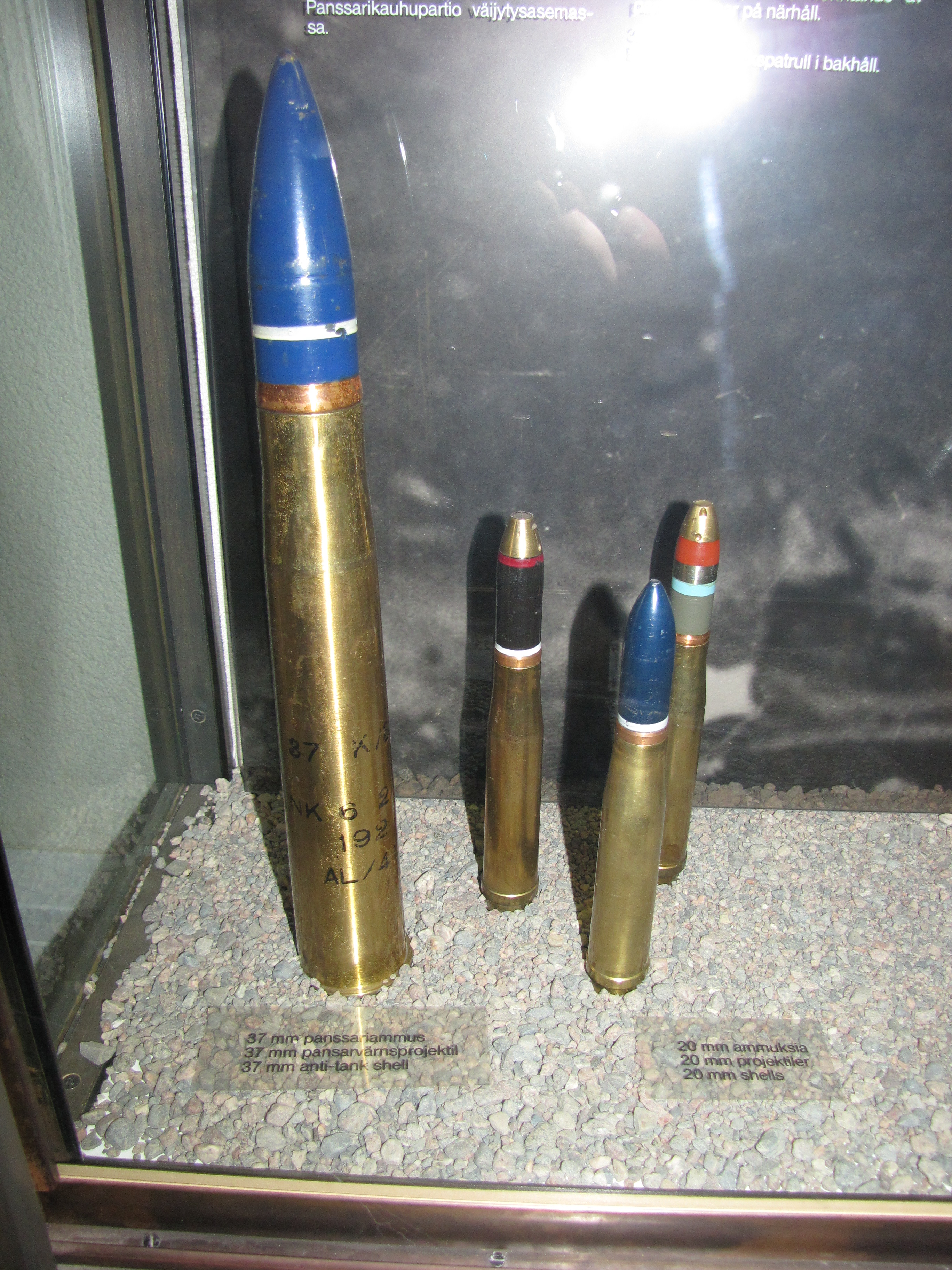
rechte Bildhälfte: drei 20-mm-Granatpatronen

Mit der immer stärkeren Panzerung von Kampffahrzeugen reichte die Durchschlagleistung bald nicht mehr aus, die Solothurn S18-1000 verlor zunehmend ihre Bedeutung als Panzerabwehrwaffe. Aufgrund ihrer beschränkten Wirkung und ihres hohen Gewichts fand sie bei deutschen Truppen nur wenig Einsatz im Zweiten Weltkrieg.
Die Tankbüchse war während zweier Jahre auch Bewaffnung mindestens eines Patrouillenbootes der Schweizer Armee.

### S 18-1100

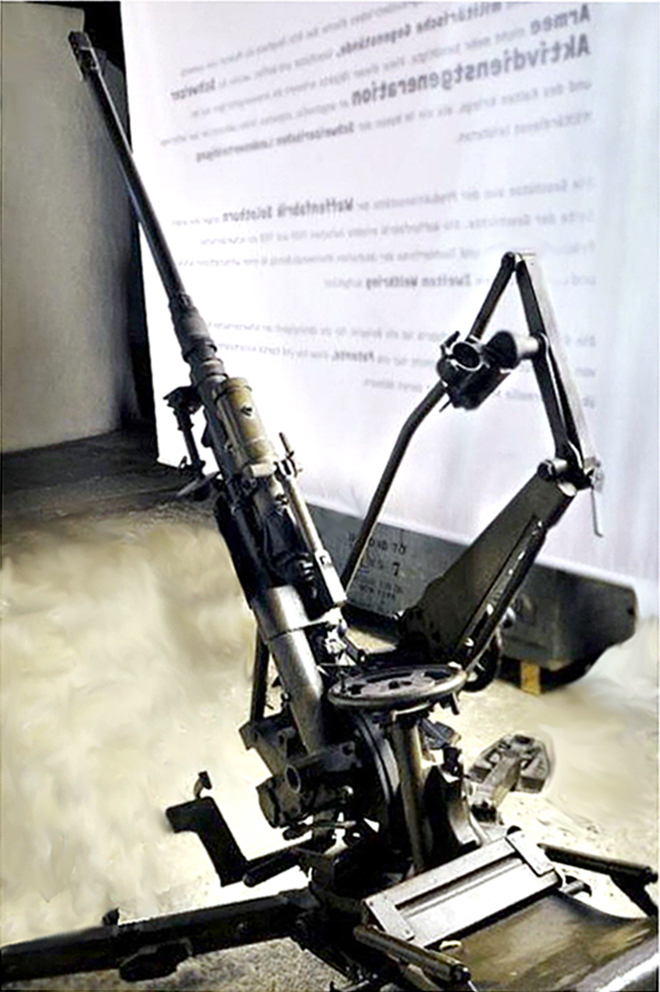
Solothurn S18-1100 auf Flab-Lafette (Museum Altes Zeughaus Solothurn)

Das Modell S18-1100 entspricht weitgehend der S18-1000, konnte jedoch wahlweise Einzel- oder Serienfeuer abgeben. Zum Zweck der Fliegerabwehr konnte es auf eine dafür speziell hergestellte Lafette montiert werden.

## Nutzerstaaten

### S 18-100
- Ungarn (M1936)
- Niederlande

### S 18-1000
- Deutsches Reich (Wehrmacht, in geringer Stückzahl)
- Italien
- Rumänien
- Schweden
- Schweiz (Solo 40, 58 Stück)